# Les Bordes (Hiszpania)
Les Bordes – miejscowość w Hiszpanii, w Katalonii, w prowincji Lleida, w comarce Alta Ribagorça, w gminie El Pont de Suert.
Według danych opublikowanych przez Institut d’Estadística de Catalunya w 2020 roku liczyła 14 mieszkańców – 9 mężczyzn i 5 kobiet. Liczba mieszkańców w poprzednich latach: 16 (2005), 17 (2008), 16 (2014), 10 (2015), 14 (2019).